# Szyłowaty Kamień
Szyłowaty Kamień (biał. Шылаватае; ros. Шиловатое) – dawna wieś na Białorusi, w obwodzie witebskim, w rejonie postawskim, w sielsowiecie Kurpole.

## Historia
W czasach zaborów w granicach Imperium Rosyjskiego.
W dwudziestoleciu międzywojennym zaścianek leżał w Polsce, w województwie wileńskim, w powiecie duniłowickim (od 1926 postawskim), w gminie Łuczaj, a następnie w gminie Woropajewo.
Według Powszechnego Spisu Ludności z 1921 roku zamieszkiwało tu 41 osób, 2 były wyznania rzymskokatolickiego a 39 prawosławnego. Jednocześnie 2 mieszkańców zadeklarowało polską przynależność narodową a 39 białoruską. Było tu 10 budynków mieszkalnych. W 1931 w 8 domach zamieszkiwało 49 osób.
Miejscowość należała do parafii rzymskokatolickiej w Drozdowszczyźnie i prawosławnej w Andronach. Podlegała pod Sąd Grodzki w Postawach i Okręgowy w Wilnie; właściwy urząd pocztowy mieścił się w m. Kuropole.
Wieś do 2002 wchodziła w skład sielsowietu Juńki.
W 2008 miejscowość została zlikwidowana.